# Johannes Haarklou
Johannes Haarklou, né le 13 mai 1847 à Førde – mort le 26 novembre 1925 à Oslo, est un compositeur norvégien.

## Biographie
Johannes Haarklou fait ses études au Conservatoire Felix Mendelssohn Bartholdy de Leipzig, puis à Berlin auprès d'Hapt, de Kiel et de Bungert.
De 1880 à 1920, il est organiste à l'église d'Akers à Christiania, où il y dirige des concerts symphoniques pendant trois saisons seulement. Il compose cinq opéras, mais ces derniers ne sont pas joués hors de la Norvège.

## Œuvres

### Opéras
- Fra gamle Dage, 1893–94
- Væringerne i Miklagard, 1897–1900
- Emigranten, 1907
- Marisagnet, 1909
- Tyrfing 1912

### Musique de chambre
- Sonate pour violon, op. 25, 1891 (publiée en 1922)
- Romanze pour basson et orgue op. 86

#### Orgue
- Fantasi triomphale, op. 61, 1900
- Prelude and Fugue on B.A.C.H., opus 121, ca 1925

### Œuvres orchestrales
- Symphonie no 1
- Symphonie no 2
- Symphonie no 3
- Symphonie no 4
- Olafs-Legende

### Œuvres chorales
- Tord Foleson, op. 23, 1890
- Varde, op. 42, 1896
- Fenrir, op. 64, 1902

### Oratorio
- Skabelsen og Mennesket, op. 26, 1880–91, création à Oslo en 1924